# Hallgarth
Hallgarth – wieś w Anglii, w hrabstwie Durham. Leży 6 km na wschód od miasta Durham i 375 km na północ od Londynu.